# Кубок світу з тріатлону 2016
Кубок світу з тріатлону в 2016 році складався з десяти окремих турнірів. Їх організатором була Міжнародна федерація тріатлону. Два змагання пройшли на олімпійській дистанції (плавання — 1,5 км, велогонка — 40 км і біг — 10 км), а вісім — на вдвічі коротшій спринтерській.

## Календар
| Дата          | Місто       | Країна         | Дистанція   |
| ------------- | ----------- | -------------- | ----------- |
| 12-13 березня | Мулулаба    | Австралія      | спринт      |
| 2-4 квітня    | Нью-Плімут  | Нова Зеландія  | спринт      |
| 16-17 квітня  | Ченду       | КНР            | олімпійська |
| 7-8 травня    | Кальярі     | Італія         | спринт      |
| 7-8 травня    | Уатулько    | Мексика        | спринт      |
| 9-10 липня    | Тисауйварош | Угорщина       | спринт      |
| 6-7 серпня    | Монреаль    | Канада         | спринт      |
| 24-25 вересня | Салінас     | Еквадор        | спринт      |
| 22-23 жовтня  | Тхонйон     | Південна Корея | спринт      |
| 29-30 жовтня  | Міядзакі    | Японія         | олімпійська |

## Результати

### Мулулаба
| Позиція  | Чоловіки          | Чоловіки   | Чоловіки | Жінки          | Жінки           | Жінки |
| Позиція  | Прізвище          | Країна     | Час      | Прізвище       | Країна          | Час   |
| -------- | ----------------- | ---------- | -------- | -------------- | --------------- | ----- |
| 1        | Маріо Мола        | Іспанія    | 52:55    | Джоді Стімпсон | Велика Британія | 58:31 |
| 2        | Вісенте Ернандес  | Іспанія    | 53:00    | Емма Моффат    | Австралія       | 58:48 |
| 3        | Жуан Жозе Перейра | Португалія | 53:12    | Кірстен Каспер | США             | 58:56 |
| Джерело: |                   |            |          |                |                 |       |

### Нью-Плімут
| Позиція  | Чоловіки         | Чоловіки    | Чоловіки | Жінки          | Жінки         | Жінки |
| Позиція  | Прізвище         | Країна      | Час      | Прізвище       | Країна        | Час   |
| -------- | ---------------- | ----------- | -------- | -------------- | ------------- | ----- |
| 1        | Річард Мюррей    | ПАР         | 53:08    | Гвен Йоргенсен | США           | 58:51 |
| 2        | Андреас Шиллінг  | Данія       | 53:28    | Андреа Г'юітт  | Нова Зеландія | 59:13 |
| 3        | Ростислав Пєвцов | Азербайджан | 53:32    | Кірстен Каспер | США           | 59:20 |
| Джерело: |                  |             |          |                |               |       |

### Ченду
| Позиція  | Чоловіки         | Чоловіки    | Чоловіки | Жінки         | Жінки   | Жінки   |
| Позиція  | Прізвище         | Країна      | Час      | Прізвище      | Країна  | Час     |
| -------- | ---------------- | ----------- | -------- | ------------- | ------- | ------- |
| 1        | Родріго Гонсалес | Мексика     | 1:49:03  | Саммер Кук    | США     | 2:00:06 |
| 2        | Ростислав Пєвцов | Азербайджан | 1:49:29  | Клер Мішель   | Бельгія | 2:00:42 |
| 3        | Мартен Ван Ріль  | Бельгія     | 1:49:33  | Ліза Пертерер | Австрія | 2:01:02 |
| Джерело: |                  |             |          |               |         |         |

### Кальярі
| Позиція  | Чоловіки              | Чоловіки | Чоловіки | Жінки         | Жінки           | Жінки   |
| Позиція  | Прізвище              | Країна   | Час      | Прізвище      | Країна          | Час     |
| -------- | --------------------- | -------- | -------- | ------------- | --------------- | ------- |
| 1        | Крістіан Блюмменфельт | Норвегія | 56:00    | Індія Лі      | Велика Британія | 1:03:52 |
| 2        | Орельєн Рафаель       | Франція  | 56:20    | Ліза Зібургер | Німеччина       | 1:04:19 |
| 3        | Сімон Вієн            | Франція  | 56:44    | Ліза Пертерер | Австрія         | 1:04:22 |
| Джерело: |                       |          |          |               |                 |         |

### Уатулько
| Позиція  | Чоловіки     | Чоловіки  | Чоловіки | Жінки            | Жінки     | Жінки   |
| Позиція  | Прізвище     | Країна    | Час      | Прізвище         | Країна    | Час     |
| -------- | ------------ | --------- | -------- | ---------------- | --------- | ------- |
| 1        | Етьєн Дімунш | Франція   | 1:58:23  | Йоланда Аннен    | Швейцарія | 2:14:06 |
| 2        | Єлле Генс    | Бельгія   | 1:58:40  | Агнешка Єржик    | Польща    | 2:14:19 |
| 3        | Дрю Бокс     | Австралія | 1:58:42  | Юлія Єлістратова | Україна   | 2:14:27 |
| Джерело: |              |           |          |                  |           |         |

### Тисауйварош
| Позиція  | Чоловіки          | Чоловіки | Чоловіки | Жінки            | Жінки   | Жінки   |
| Позиція  | Прізвище          | Країна   | Час      | Прізвище         | Країна  | Час     |
| -------- | ----------------- | -------- | -------- | ---------------- | ------- | ------- |
| 1        | Дмитро Полянський | Росія    | 54:00    | Рене Томлін      | США     | 1:0:02  |
| 2        | Ігор Полянський   | Росія    | 54:06    | Юлія Єлістратова | Україна | 1:00:20 |
| 3        | Тамаш Тот         | Угорщина | 54:11    | Олена Данилова   | Росія   | 1:00:25 |
| Джерело: |                   |          |          |                  |         |         |

### Монреаль
| Позиція  | Чоловіки              | Чоловіки | Чоловіки | Жінки        | Жінки              | Жінки   |
| Позиція  | Прізвище              | Країна   | Час      | Прізвище     | Країна             | Час     |
| -------- | --------------------- | -------- | -------- | ------------ | ------------------ | ------- |
| 1        | Крістіан Блюмменфельт | Норвегія | 57:29    | Флора Даффі  | Бермудські Острови | 1:03:00 |
| 2        | Меттью Шарп           | Канада   | 58:43    | Ешлі Джентлі | Австралія          | 1:03:24 |
| 3        | Ерік Лагерстрем       | США      | 58:47    | Тейлор Кнібб | США                | 1:03:44 |
| Джерело: |                       |          |          |              |                    |         |

### Салінас
| Позиція  | Чоловіки             | Чоловіки | Чоловіки | Жінки            | Жінки  | Жінки |
| Позиція  | Прізвище             | Країна   | Час      | Прізвище         | Країна | Час   |
| -------- | -------------------- | -------- | -------- | ---------------- | ------ | ----- |
| 1        | Девід Кастро Фахардо | Іспанія  | 53:33    | Кірстен Каспер   | США    | 59:16 |
| 2        | Меттью Макілрой      | США      | 53:34    | Саммер Кук       | США    | 59:23 |
| 3        | Крісанто Грахалес    | Мексика  | 53:35    | Джилліан Сандерс | ПАР    | 59:31 |
| Джерело: |                      |          |          |                  |        |       |

### Тхонйон
| Позиція  | Чоловіки               | Чоловіки | Чоловіки | Жінки       | Жінки  | Жінки   |
| Позиція  | Прізвище               | Країна   | Час      | Прізвище    | Країна | Час     |
| -------- | ---------------------- | -------- | -------- | ----------- | ------ | ------- |
| 1        | Уксіо Абуїн            | Іспанія  | 53:39    | Саммер Кук  | США    | 59:43   |
| 2        | Меттью Макілрой        | США      | 53:40    | Ай Уеда     | Японія | 59:54   |
| 3        | Володимир Турбаєвський | Росія    | 53:40    | Рене Томлін | США    | 1:00:15 |
| Джерело: |                        |          |          |             |        |         |

### Міядзакі
| Позиція  | Чоловіки           | Чоловіки   | Чоловіки | Жінки       | Жінки  | Жінки   |
| Позиція  | Прізвище           | Країна     | Час      | Прізвище    | Країна | Час     |
| -------- | ------------------ | ---------- | -------- | ----------- | ------ | ------- |
| 1        | Уксіо Абуїн        | Іспанія    | 1:52:29  | Ай Уеда     | Японія | 2:01:02 |
| 2        | Жуан Сільва        | Португалія | 1:52:30  | Саммер Кук  | США    | 2:01:24 |
| 3        | Грегорі Біллінгтон | США        | 1:52:31  | Рене Томлін | США    | 2:01:48 |
| Джерело: |                    |            |          |             |        |         |

## Учасники 2016
Українські тріатлоністи брали участь у дев'яти етапах: 
| Місто       | Чоловіки                                                                      | Жінки                                                       |
| ----------- | ----------------------------------------------------------------------------- | ----------------------------------------------------------- |
| Мулулаба    | Данило Сапунов (35)                                                           | Юлія Єлістратова (12)                                       |
| Нью-Плімут  | Іван Іванов (6) Данило Сапунов (54)                                           |                                                             |
| Ченду       | Іван Іванов (16) Данило Сапунов (35)                                          | Юлія Єлістратова (4)                                        |
| Кальярі     | Олексій Сюткін (14) Іван Іванов (33)                                          |                                                             |
| Уатулько    | Данило Сапунов (16)                                                           | Юлія Єлістратова (3)                                        |
| Тисауйварош | Іван Іванов Олексій Сюткін                                                    | Юлія Єлістратова (2)                                        |
| Монреаль    |                                                                               |                                                             |
| Салінас     |                                                                               | Юлія Єлістратова                                            |
| Тхонйон     | Іван Іванов (13) Єгор Мартиненко (21) Сергій Костенко (57) Іван Меншиков (62) | Юлія Єлістратова (8) Софія Прийма (32) Марина Соколова (45) |
| Міядзакі    | Єгор Мартиненко                                                               | Юлія Єлістратова                                            |